# Disney Sports Soccer
Disney Sports Soccer, eller Disney Sports Football i Europa, är ett datorspel som släpptes 2002 av Konami för Gamecube och Game Boy Advance.

## Spelupplägg
Spelet innehåller Disneyfigurer, inklusive Musse Pigg, Mimmi Pigg, Kalle Anka och Janne Långben som spelar fotboll. Spelare väljer ett lag att spela i utmaning, cup, uppvisningsmatch eller övning mot ett antal motståndarlag. Spelarna har ett urval av magiska saker för att hjälpa sitt lag.